# 마쓰에번
마쓰에 번(일본어: 松江藩 마츠에한[*])은 이즈모국·오키국을 영유한 번이다. 번청은 마쓰에성(지금의 시마네현 마쓰에시 도노정)에 위치해있다.

## 역대 번주

### 호리오가

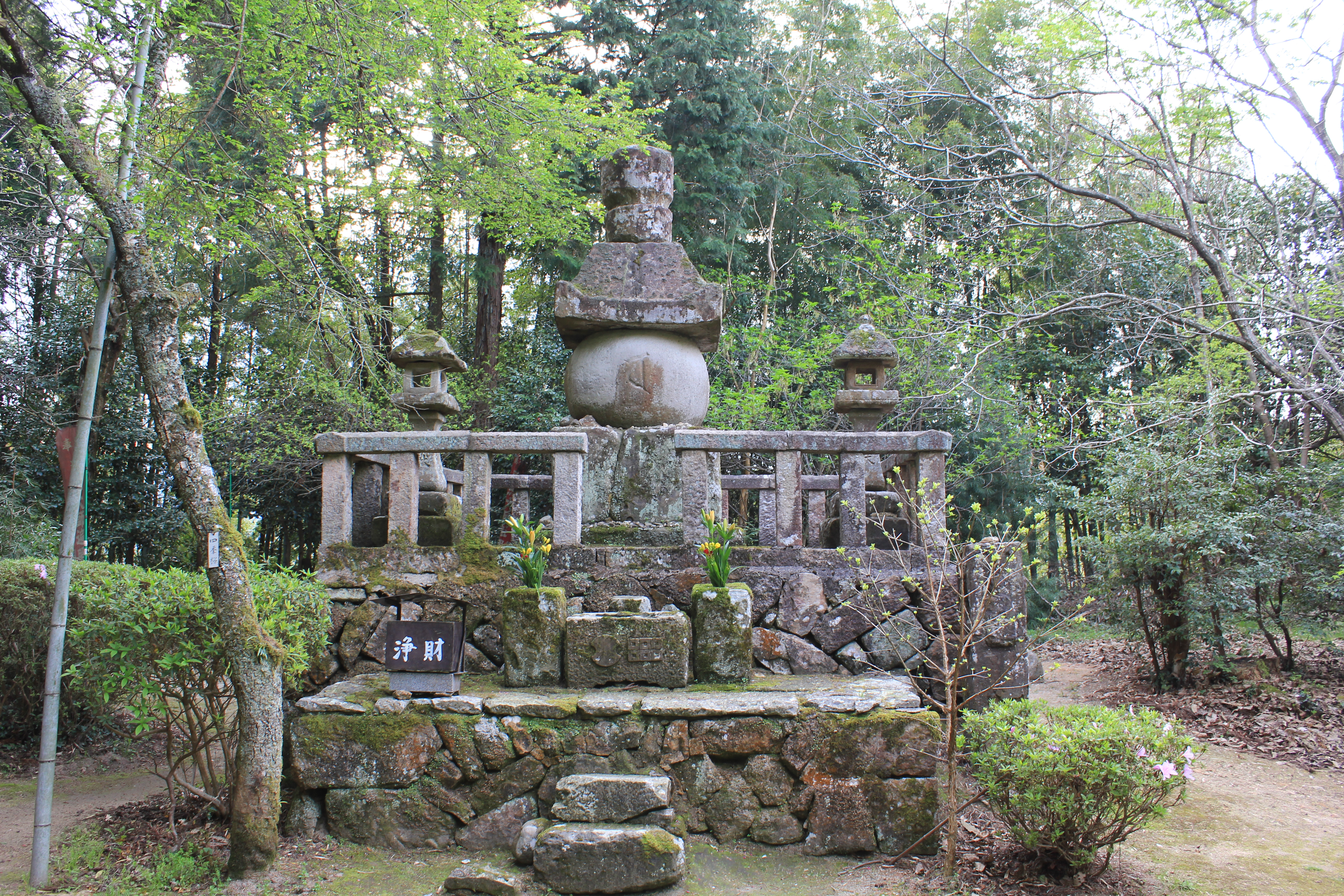
번조 호리오 요시하루 묘소

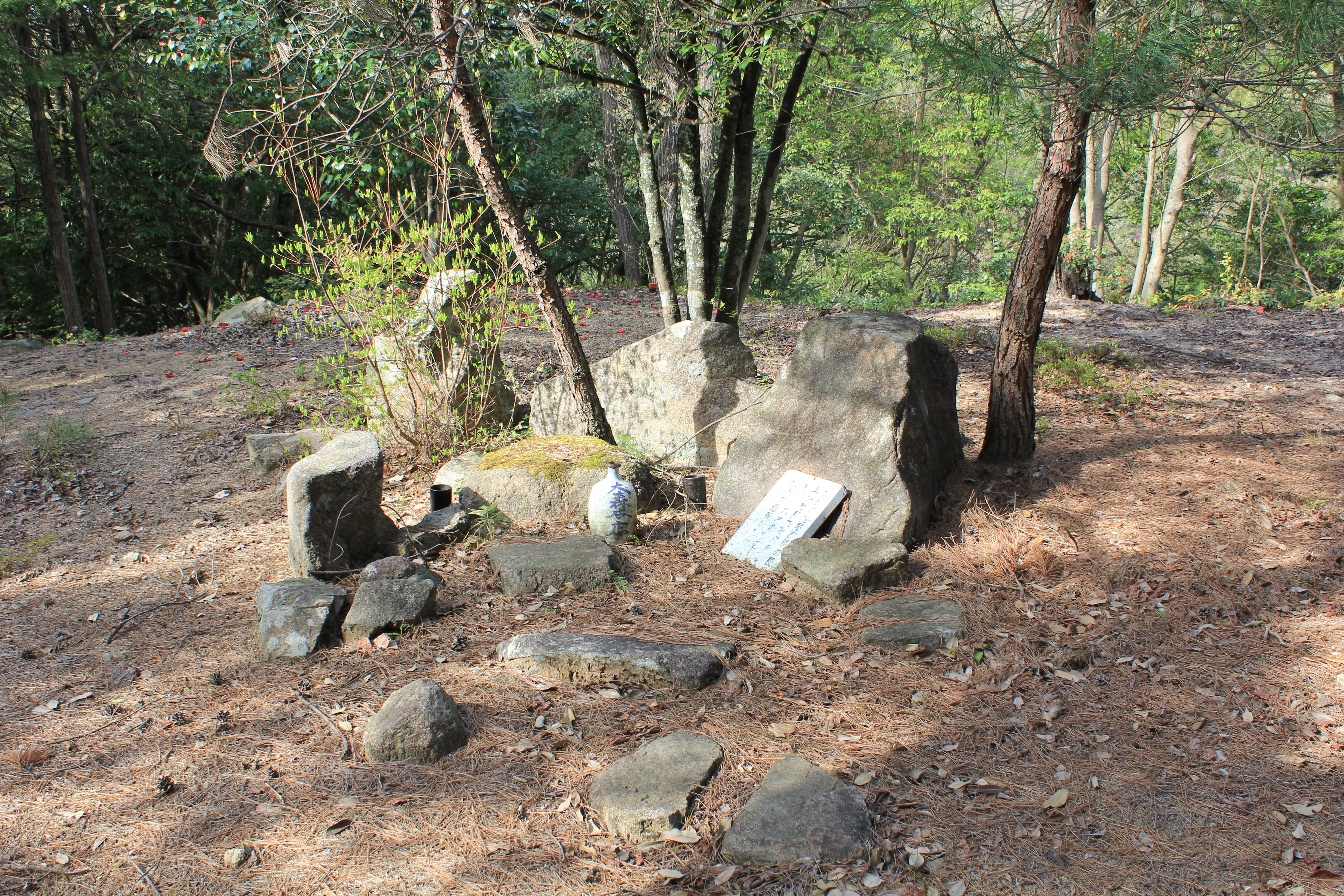
호리오 다다우지 묘소

도자마 24만석 (1600년 ~ 1633년)
1. 다다우지(忠氏)
2. 다다하루(忠晴)

### 교고쿠가
도자마 24만석 (1634년 ~ 1637년)
1. 다다타카(忠高)

### 에치젠 마쓰다이라가
신판 18만 6천석 (1638년 ~ 1871년)
1. 나오마사(直政)
2. 쓰나타카(綱隆)
3. 쓰나치카(綱近)
4. 요시토(吉透)
5. 노부즈미(宣維)
6. 무네노부(宗衍)
7. 하루사토(治郷)
8. 나리쓰네(斉恒)
9. 나리타카(斉貴)
10. 사다야스(定安)

## 지번

### 히로세번
히로세 번(広瀬藩)은 이즈모 국 중심부에 위치한 번이다. 번청은 히로세 진야(지금의 야스기시 히로세 지구)이다.

#### 역대 번주
에치젠 마쓰다이라가
신판 3만석 → 1만5천석 → 2만석 → 3만석 (1666년 ~ 1871년)
1. 지카요시(近栄) 3만석 → 1만5천석 → 2만석 → 3만석
2. 지카토키(近時)
3. 지카토모(近朝)
4. 지카아키라(近明)
5. 지카테루(近輝)
6. 지카사다(近貞)
7. 나오요시(直義)
8. 나오히로(直寛)
9. 나오아키(直諒)
10. 나오오키(直巳)

### 모리번
모리 번(母里藩)은 이즈모국 노기군에 위치한 번이다. 간베 번(神戸藩)으로도 불렸다. 번청은 모리 진야(지금의 야스기 시 니시모리)이다.

#### 역대 번주
에치젠 마쓰다이라가
신판 1만석 (1666년 ~ 1871년)
1. 다카마사(隆政)
2. 나오타카(直丘)
3. 나오카즈(直員)
4. 나오미치(直道)
5. 나오유키(直行)
6. 나오키요(直暠)
7. 나오카타(直方)
8. 나오오키(直興)
9. 나오요리(直温)
10. 나오토시(直哉)

### 마쓰에 신덴번
마쓰에 신덴 번(松江新田藩)은 에도 시대 중기에 일시적으로 마쓰에 번에서 신덴 분지(新田分知)된 지번이다. 마쓰에 번주 마쓰다이라 쓰나타카의 오남 지카노리(近憲)에게 1만석이 내려져 신덴 번에 입번하였다. 지카노리는 친형이자 마쓰에 번 선대 번주 마쓰다이라 쓰나치카의 양자가 되었고 후에 마쓰에 번을 상속받고 요시토(吉透)로 개명, 신덴 번은 마쓰에 번에 반환 및 폐번되었다.

## 같이 보기
- 폐번치현